# 大野城市立大野東中学校
大野城市立大野東中学校（おおのじょうしりつ おおのひがしちゅうがっこう）は、福岡県大野城市にある公立中学校。通称は「大東」（だいとう）。

## 概要
大野城市の中心部に位置する。
大野東小学校の一部と大野北小学校の一部、大城小学校の一部の3つの小学校区から生徒が通っている。

## 歴史
- 1971年（昭和46年）4月 - 大野町立大野中学校から分離し開校。
- 1983年（昭和58年）4月 - 大野城市立御陵中学校を分離。

## 所在
福岡県大野城市乙金台2丁目5番1号

## 周辺
学校のすぐ近くには大野城市立大野東小学校がある。また、近くには大城保育所、大野東児童保育所があり、大野城市東コミュニティセンターもある。

## 通学区域
- 大字乙金
- 大字瓦田
- 大池一丁目〜二丁目
- 大城一丁目〜五丁目

- 乙金一丁目〜三丁目
- 乙金東一丁目〜四丁目
- 乙金台一丁目〜三丁目
- 川久保三丁目

- 筒井二丁目〜五丁目（四丁目の一部を除く）
- 錦町二丁目〜三丁目
- 御笠川二丁目、五丁目、六丁目

## 学校概要
大野東中学校は平成28年度現在、第1学年5クラス、第2学年5クラス、第3学年5クラスという構成である。また、特別支援学級（まどかルーム）を3クラス設けている。校内にはエレベーターがあり、バリアフリー化が進んでいる。平成24年度には東西トイレ棟が、平成25年度には校舎すべてが改装工事に入る。本来なら1年度ずれ、平成24年度には改装工事が完了するはずだったが、東日本大震災の影響で資材が足らず、工事完了が遅れたが、平成25年度に工事完了した。

## 生徒会
大野東中学校は平成25年度現在、第43期生徒会が活動している。生徒会は毎年11月に総務を役員選挙で、委員長などの拡大執行部を基本的には第2学年の面接で決定する（年度は12月から翌年11月まで）。
総務は、生徒会長1名、副会長男女1名ずつ、書記と会計は1学年と2学年で1名ずつを選挙で選ぶ。選挙権を持っているのは、大野東中学校生徒会員（大東生全員）からなる。拡大執行部は、学級委員長、学習委員長、生活委員長、給食委員長、美化委員長、保健体育（保体）委員長、文化委員長、部長会（体育部長、文化部長）からなる。男女は基本的に1名ずつ。ただし、場合によっては男子のみ、女子のみという形もある。各委員長2名。
体育祭の時は、それぞれ総務三役が実行委員長に、拡大執行部が係長になる。ただし、生徒会から体育祭リーダーになった場合は、一般生徒から選出される（第3学年のみ）。
毎年6月に生徒総会がある。また、定例で専門委員会を開く（一学期に2、3回ほど）。その他、緊急時に臨時専門委員会が開かれることもある。
専門委員は、各クラスから、男女2名選出。

## 部活動
部活動は運動部が9つで文化部が2つ。種類は野球部、サッカー部（男女）、陸上部（男女）、ソフトテニス部（女子のみ）、バレーボール部（女子のみ）、バスケットボール部（男女別）、バドミントン部（女子のみ）、卓球部（男女別）、剣道部（男女）、吹奏楽部（男女）、美術部（男女）である。かつては放送部や柔道部、家庭科部、華道部などがあったが、少子化や部員の減少のため、廃部されている。基本的にその年度に5人以上部員がいないと廃部となる。

## その他
大野東中学校の校舎には、全教室で（技術棟を含む）冷暖房が完備されている。目加田誠の蔵書が、保管されている。

## 著名な出身者
- 大雷童太郎 - 大相撲力士
- 本多雄一 - 元プロ野球選手